# خوانا روكو بويلا
خوانا روكو بويلا (بالإنجليزية: Juana Rouco Buela)‏‏ (1889 في مدريد - 31 أكتوبر 1969 في بوينس آيرس) ناشطة حقوق المرأة وشخصية نقابية مركزية في النقابية الثورية الأرجنتينية. كانت نسوية رائدة في صناعة الصحافة وكانت مديرة وشريكة مُؤسسة لصحيفة لا نويبو سيندا أو الطريق الجديد في مونتيبيديو.